# Apopleksi (film)
Apopleksi er en dansk stum komediefilm fra 1912 produceret af Nordisk Films Kompagni og instrueret af Eduard Schnedler-Sørensen.

## Handling
Den rige fabrikant Sødal lider af apopleksi, hvilket leder til forviklinger, da han bliver nærgående over for en sekretær, og senere andre på kontoret. Medarbejderne forlader kontoret, og direktøren sidder alene tilbage med sin apopleksi.